# STYLE (LUNA SEA의 음반)
《STYLE》는 LUNA SEA의 5번째 정규 앨범이다. 첫회 한정반은 투명 픽쳐 특수 보석 케이스 사양 (5 종류). 2007년 12월 5일 최신 리마스터링 음원 및 「DESIRE」 「END OF SORROW」 「IN SILENCE」의 PV 가 수록된 DVD 와의 2장 세트로 유니버설 뮤직을 통해 재발매되었다.

## 개요
- 앨범 제목이 된 'STYLE'은 J가 고안한 것. "우리들은 흔히 "곡이 제각각이다"라는 말을 들었는데, 왜 제각각이면 안되는 걸까. 그래서 역설적으로 "서로 다른 것이 우리들의 스타일입니다"라는 생각으로 짓게 되었다고 한다. 또, 'STYLE'이라는 말에는 "해시계의 바늘"이라는 의미도 있어 "주위 (태양, 그림자)가 바뀌어도 우리들 (바늘)은 변하지 않는다"는 이중적인 의미도 담고 있다고 멤버들은 밝혔다.
- 초회 한정판에 붙어 있는 스티커는 5종류가 있는데, 하나하나가 멤버들을 나타내는 거라고 한다.
- 스기조는 "G."를 첫 곡으로 하고 싶었지만, 다른 멤버들의 동의를 얻지 못했다고 한다.

## 수록곡
- 전체 작사 ・ 작곡 ・ 편곡：LUNA SEA

1. WITH LOVE
원곡자 : 스기조
50 ~ 60년대 풍의 음악을 LUNA SEA풍으로 제시한 곡. 시작 부분의 LP 바늘을 떨어 뜨리는 소리도 이와 관계되어 있다고 한다.
2. G.
원곡자 : J
1999년에는 르망 24시의 테마 곡으로 채택되었다. 라이브에서의 호응도가 높은 스피디한 록 넘버.
3. HURT
원곡자 : J
G.와 더불어 라이브에서의 호응도가 높은 곡으로, 2013년에 료고쿠 국기관에서 열렸던 SLAVE 한정GIG 2013 에서도 연주되었다.
4. RA-SE-N
원곡자 : J
A멜로디의 5/4 박자, 후렴구의 4/4 박자로 구성된 곡. 류이치는 이 곡을 연주할 때 자신만의 세계로 빠져들어 노래한다고 한다.
5. LUV U
원곡자 : 이노란
6th 싱글  「DESIRE」의 커플링곡이기도 하다. 싱글 버전과는 믹싱과 인트로의 시작부분, 편곡, 노래가 끝나는 방법 등이 다르다.
6. FOREVER & EVER
원곡자 : J
가사도 모두 J가 썼다고 한다. 10분 이상의 발라드 넘버로 LUNA SEA의 음원 중에서 두번째로 긴 곡이다. (가장 긴 곡은 THE ONE -crash to create-) 그 덕에 멤버들이 레코딩할 때 매우 고생한 곡이라고 한다. 곡 중간에는 J의 영어 나레이션이 나온다.
7. 1999
원곡자 : 스기조
기타나 퉁소의 샘플링 을 넣는 등 다양한 접근이 이루어진 곡. 기타도 레귤러 튜닝이 아니다. 스기조의 말에 의하면, "처음부터 놀면서 만든 곡으로, 곡 제목도 장난으로 지었다."고 한다. 마지막에 나오는 여성의 나레이션에 나오는 "I need you"는 싱글 버전 "END OF SORROW"의 시작 부분에 있던 것이고, 다음 곡으로 끊김없이 이어짐으로써 싱글이 앨범의 조각 이었다는 것을 시사하고 있다.
8. END OF SORROW
원곡자 : 스기조
7th 싱글. 전작에 이어 논 타이업 싱글로써 오리콘 주간 싱글차트에서 3번째로 1위를 획득하였다. 싱글 버전과는 조금 믹스가 다르다.
9. DESIRE
원곡자 : 스기조
6th 싱글. 싱글로 발매 당시 스기조는 "LUNA SEA는 공격적인 밴드라는 확고한 자세를 밝히고 싶었다"고 잡지 인터뷰 시 밝혔다.
10. IN SILENCE
원곡자 : 스기조
아사히TV 드라마 "시카고 메디컬"의 이미지 송으로 채택된 것을 계기로 8th 싱글로 리컷 되었다. LUNA SEA 최초의 타이업 송이기도 하다. 코러스는 아키노 아리이가 담당.
11. SELVES
원곡자 : 이노란
기타를 화장실에서 녹음한다든가 곡의 마지막에 나오는 어쿠스틱 기타 부분은 8개의 연주를 겹쳐서 녹음하는 등의 시도가 이루어져 있다. 당시 스기조는 인터뷰에서 "내가 가장 하고 싶었던 것들을 시도할 수 있었다"고 말했다. 영어 가사 부분은 이노란이 담당.